# Хор Вирап
Хор Вира́п (арм. Խոր Վիրապ — глубокая темница) — древний армянский монастырь, находящийся близ государственной границы Армении, возле города Арташат. Монастырь известен своим местоположением у подножья библейской горы Арарат, на которой, согласно преданию, оказался Ной на ковчеге после Всемирного потопа. Место 13—летнего заточения Григория Просветителя.

## История
Монастырь расположен над подземной тюрьмой, в которой, по преданию, армянский царь Трдат III содержал в заточении в течение 13 лет св. Григория Просветителя до того, как был обращён им в христианство, согласно традиционной дате, около 301 года. Вся Армения была обращена в христианство в 301 году, став таким образом первой страной, принявшей христианство в качестве государственной религии.
Монастырь служил духовным центром Армянской Апостольской церкви, где находилась резиденция Католикоса всех армян.
Холм Хор Вирап расположен на месте древней столицы Армении Арташат, построенной около 180 года до н. э. царём Арташесом I, основателем династии Арташесидов. Первоначально, в 642 году, Нерсесом III Тайеци была построена часовня над подземельем, где был заточен Григорий Просветитель. Она неоднократно перестраивалась. Вход в подземную тюрьму, сохранившуюся до наших дней, расположен в часовне св. Григория, построенной в 1661 году. Глубина подземной тюрьмы составляет от 3 до 6 метров.
На территории монастыря, в его центральной части также находится большая церковь Сурб Аствацацин (Пресвятой Богородицы), построенная в середине XVII века. В то же время были построены кельи монахов и сам монастырь. Теперь это одно из самых известных мест паломничества армян из разных стран мира. В церкви проводится регулярное богослужение.

## Архитектура

### Часовня
Часовня была построена в V веке вокруг подземелья Григория Просветителя из белого известняка. Затем был построен монастырь вокруг развалин часовни. На верху церкви — двенадцатиугольный барабан, на котором покоится купол. Алтарная апсида богато украшена. Хотя во многих армянских церквах алтарь находится на востоке, а сами церкви имеют ориентацию с востока на запад, часовня ориентирована с северо-запада на юго-восток.

### Подземелье
Подземелье, где томился Григорий Просветитель, находится на юго-западе от главной церкви, под часовней святого Григория. Часовня представляет собой маленькую базилику с полукруглой апсидой. Из двух подземелий, подземелье, где содержался Григорий Просветитель, — дальнее. Глубина — 6 метров, ширина — 4,4 метра. Маленькая комната и металлическая почти отвесная лестница ведут в подземелье.

## Галерея

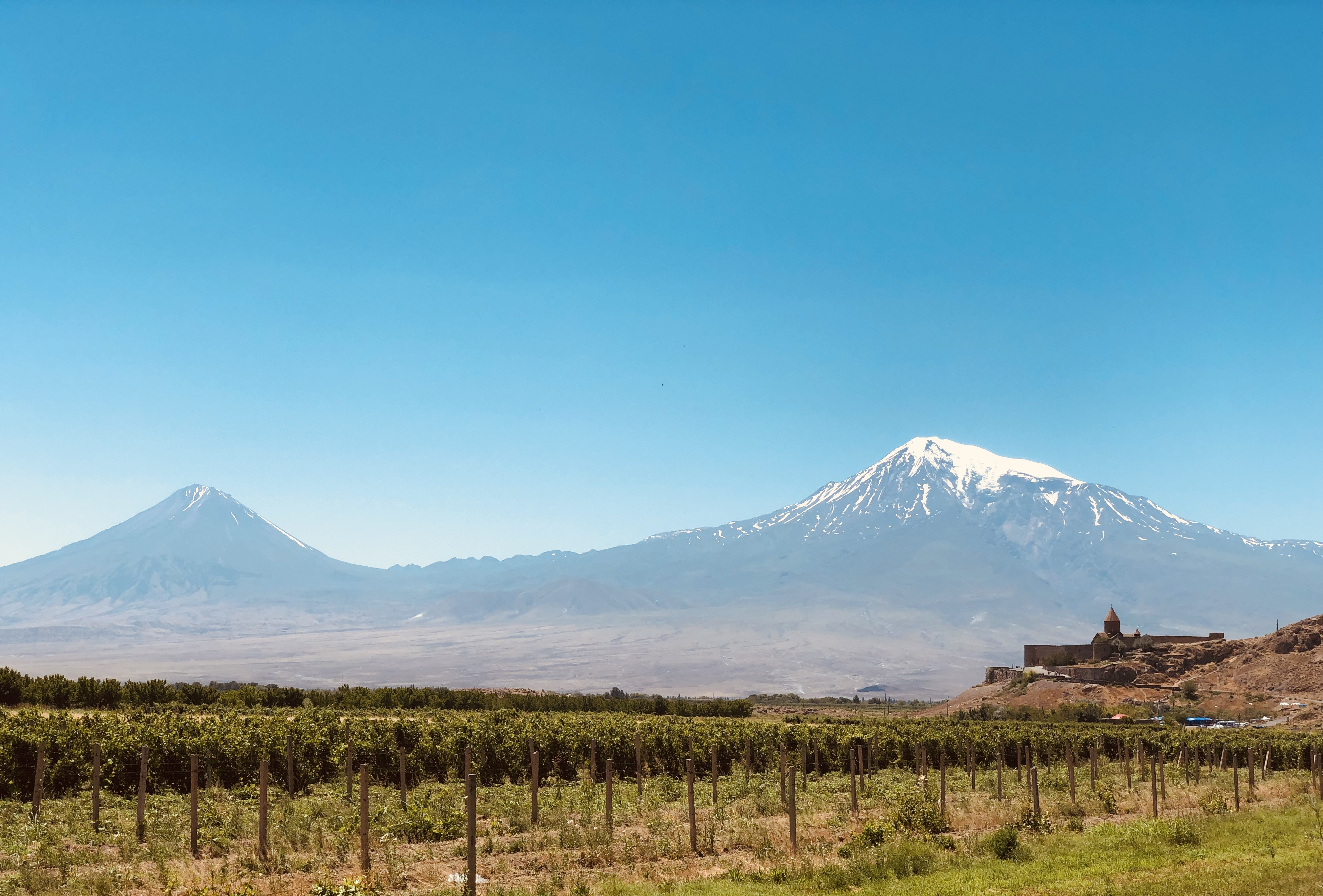
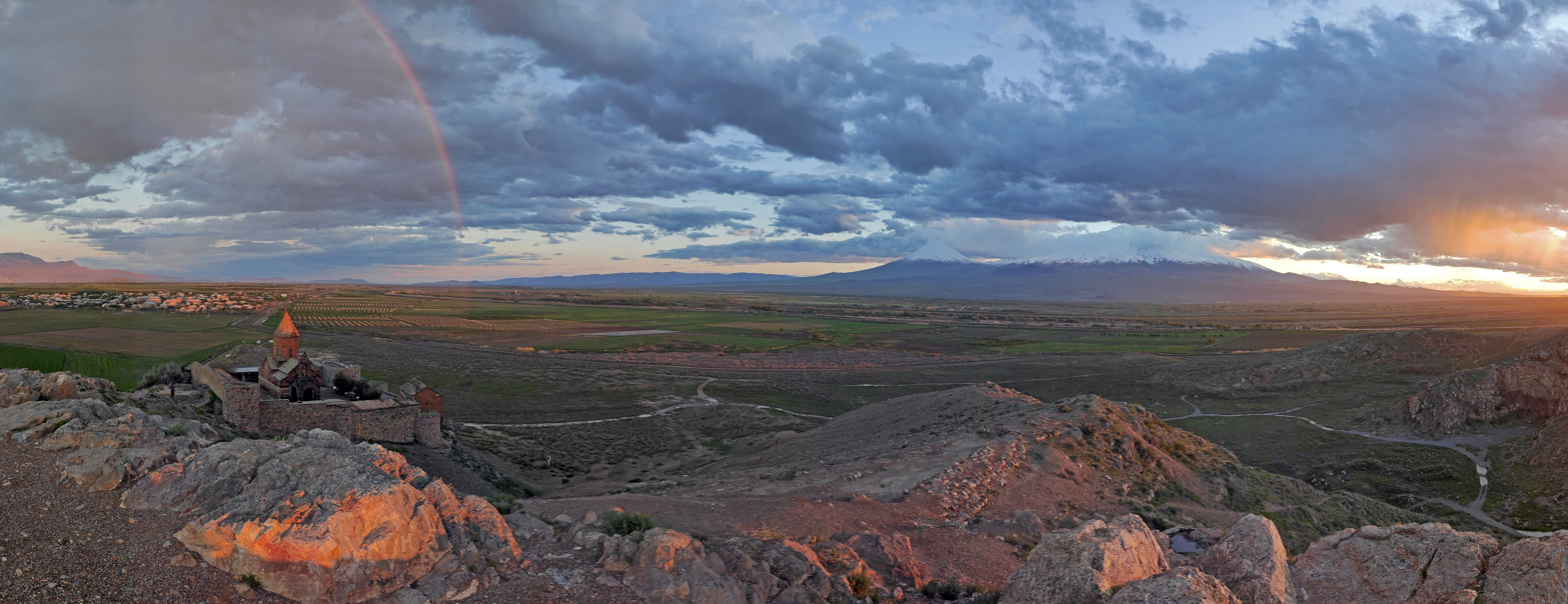
Панорамный вид
Панорамный вид
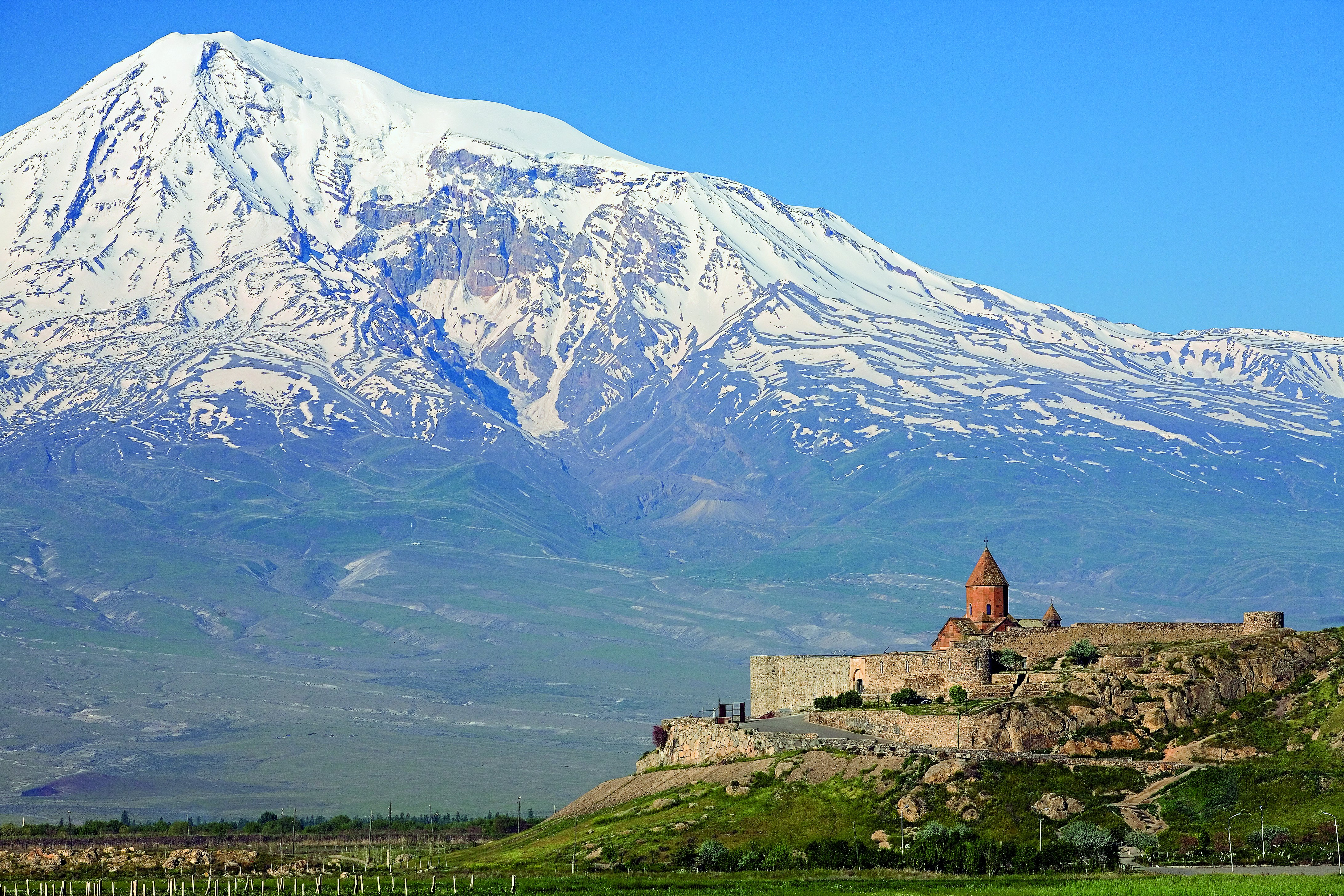
Панорама с видом на гору Арарат
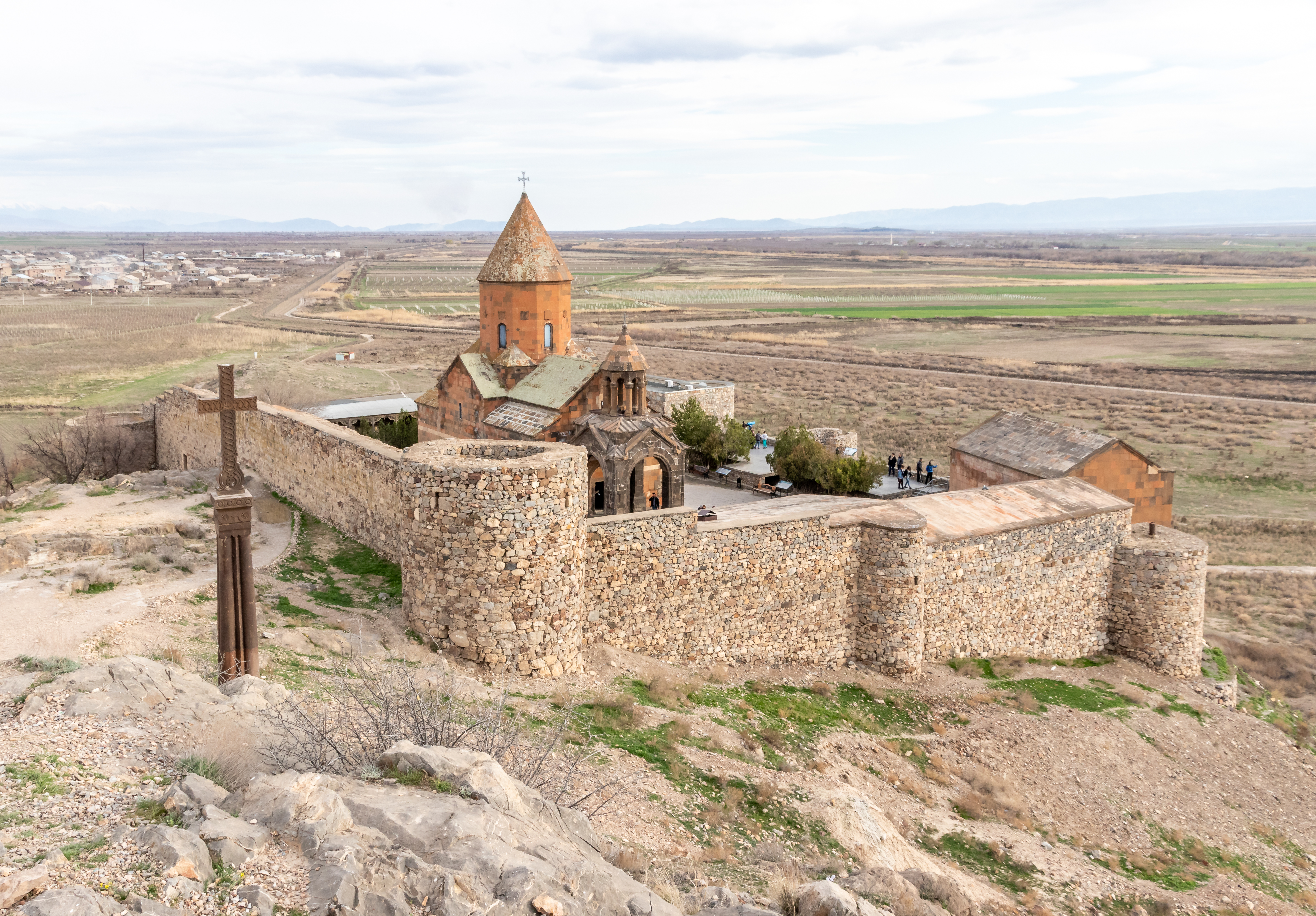
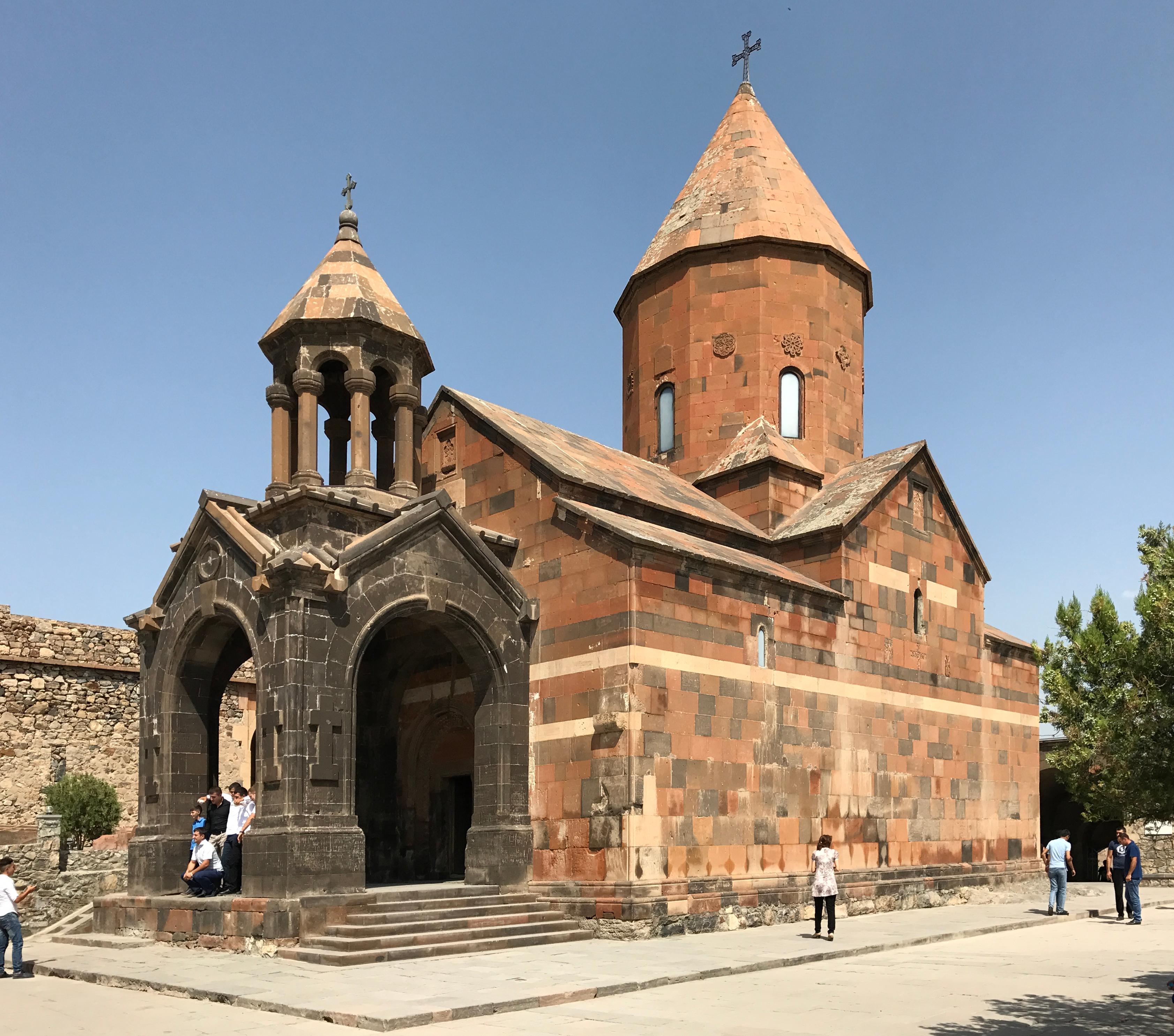
Церковь Святой Богородицы (Сурб Аствацацин)
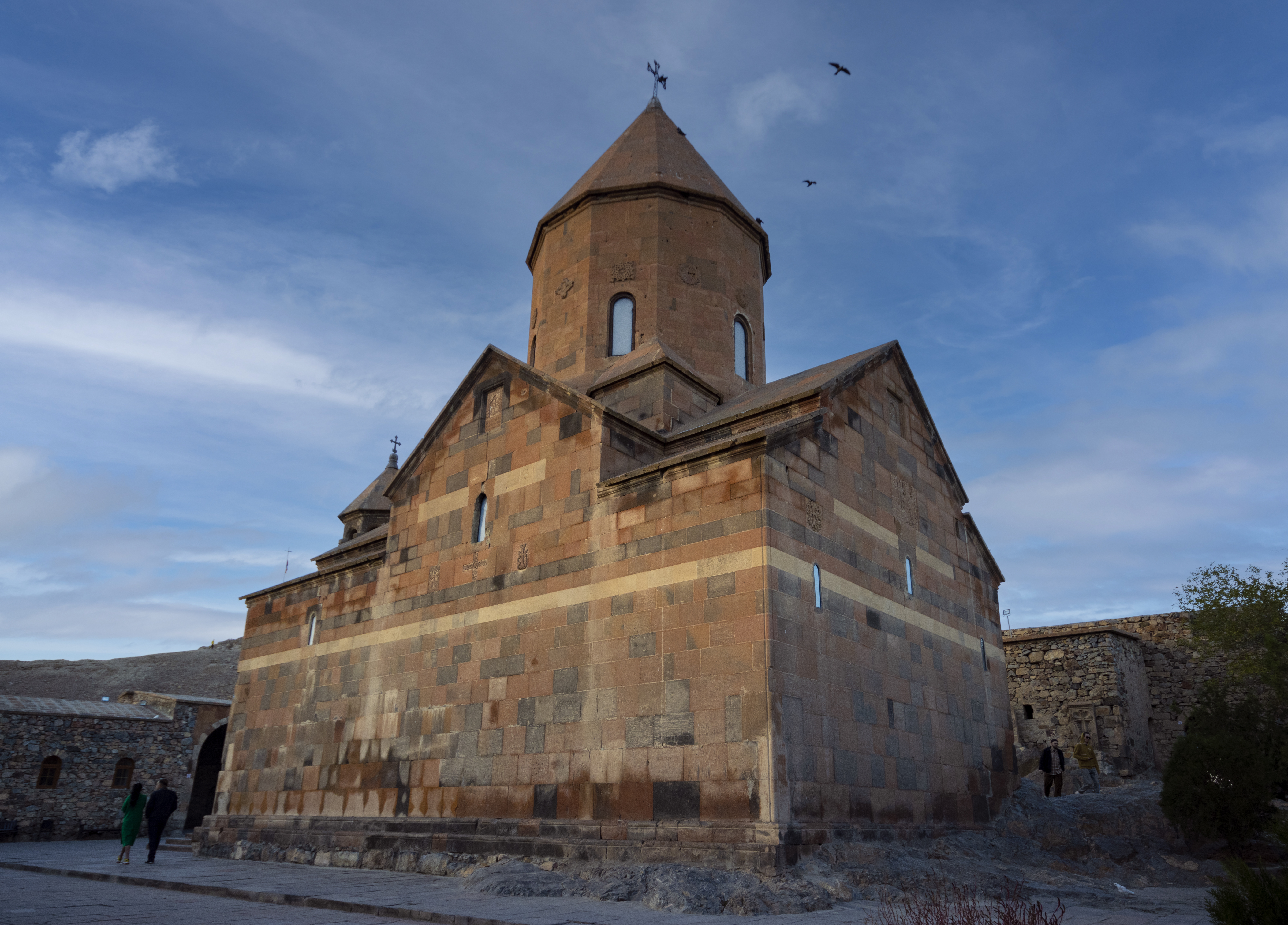
Вид с другой стороны
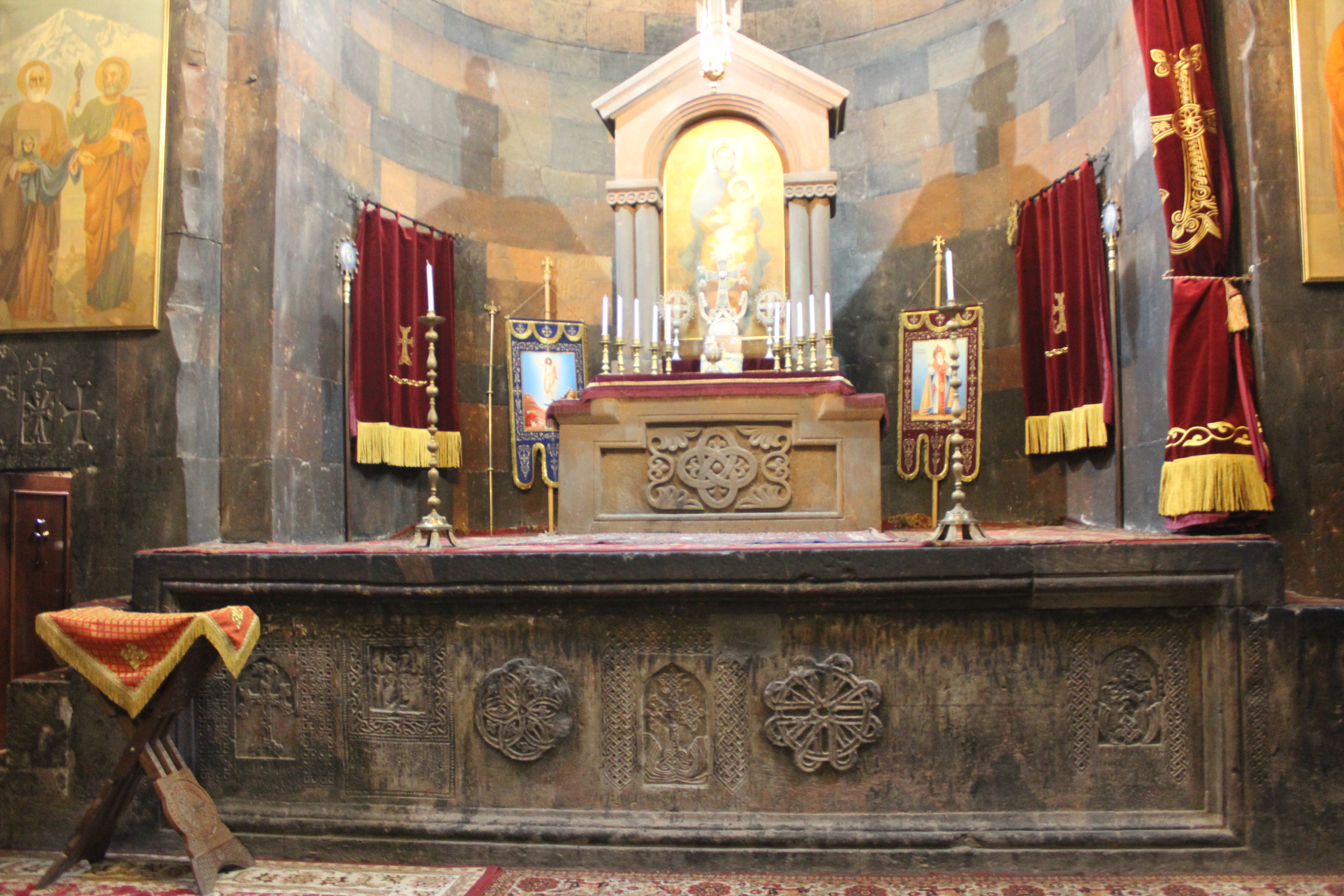
Алтарь
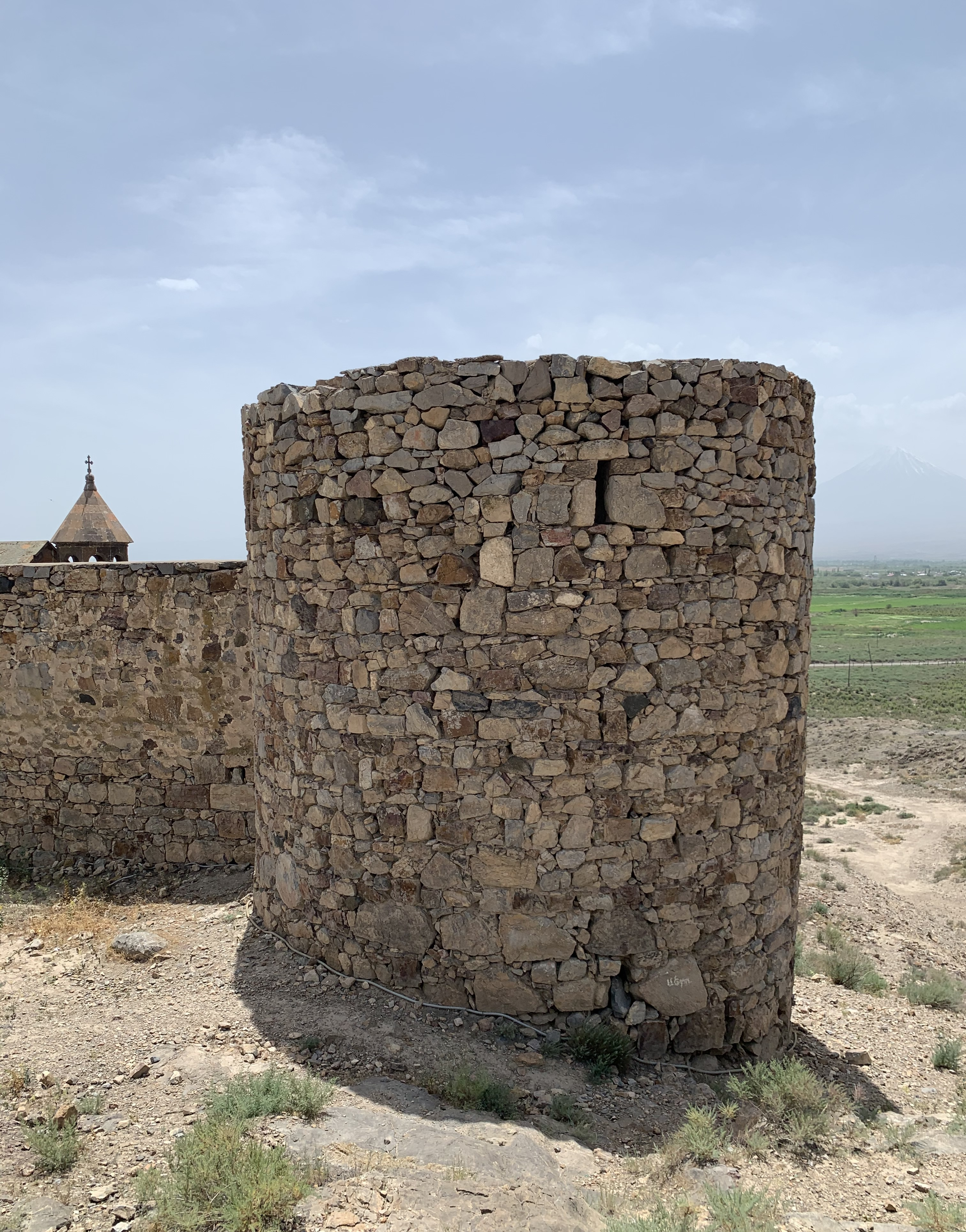
Одна из башень
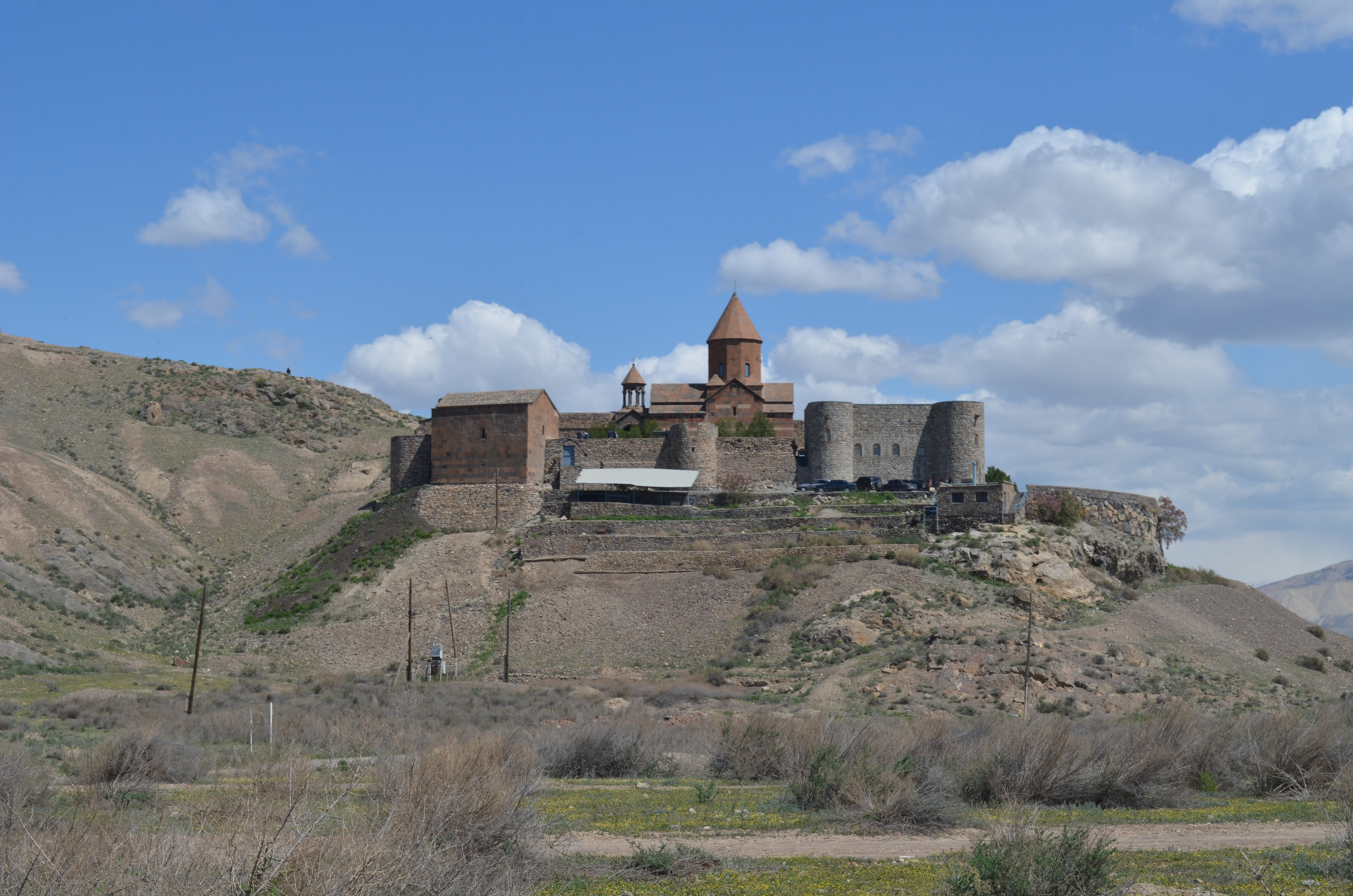
Вид со стороны границы
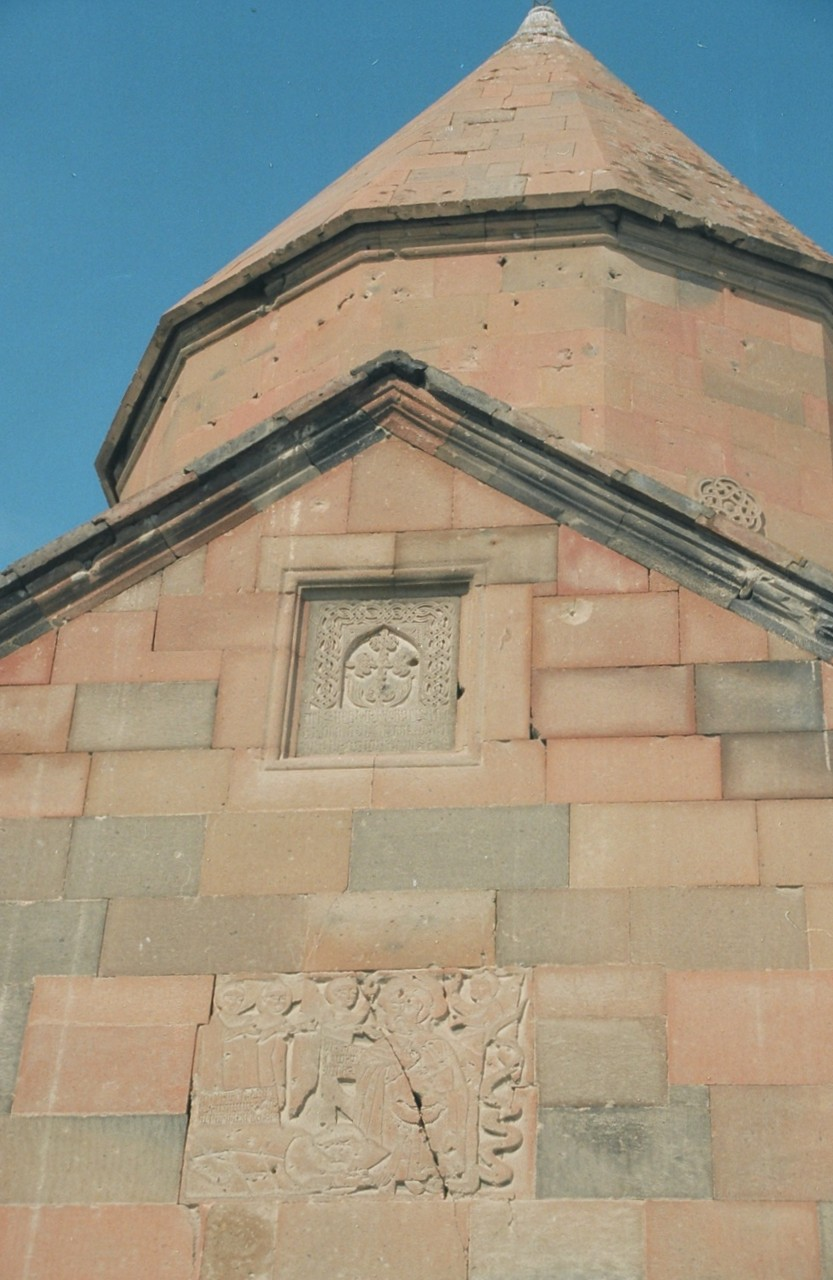
Церковь Святой Богородицы (Сурб Аствацацин)
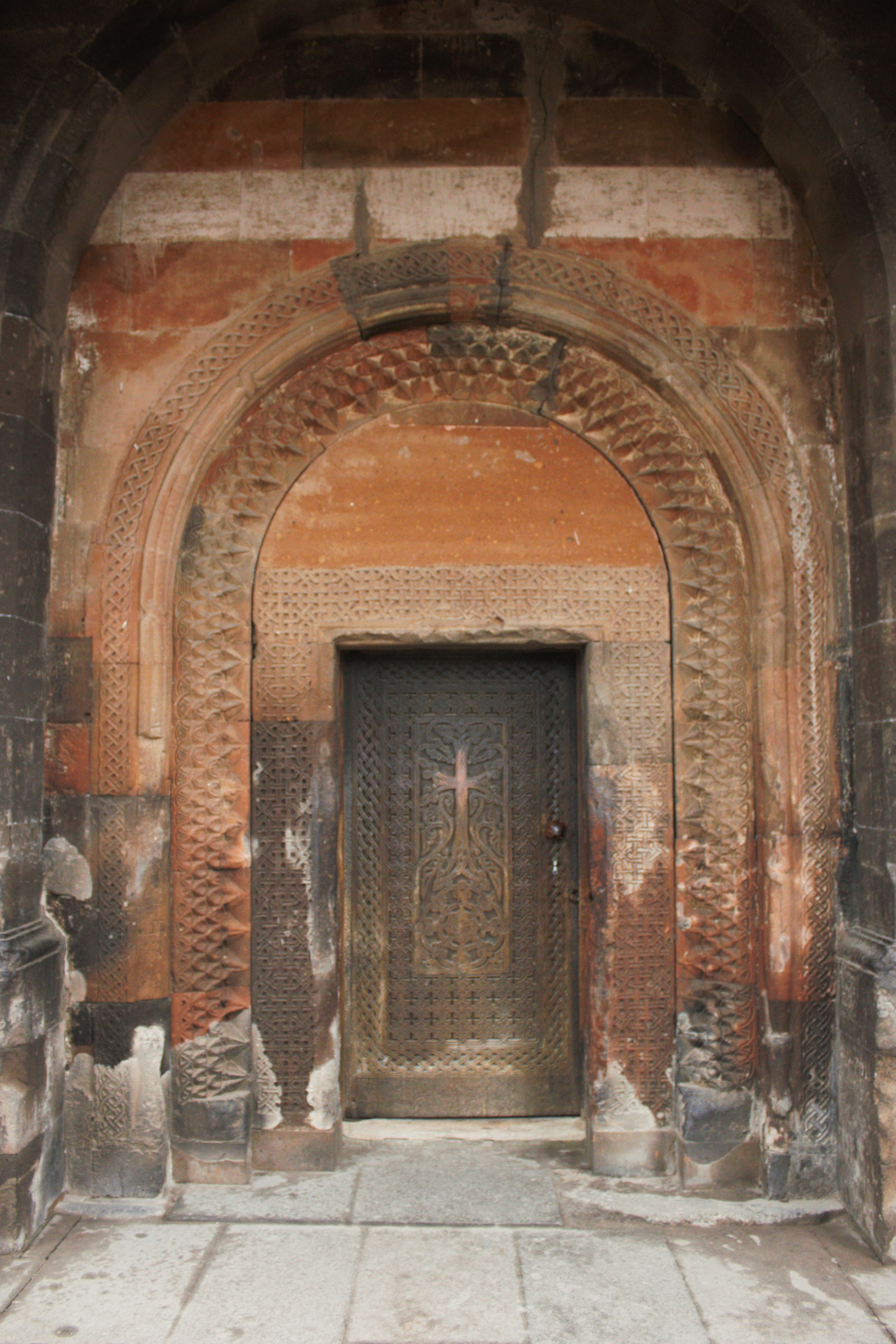
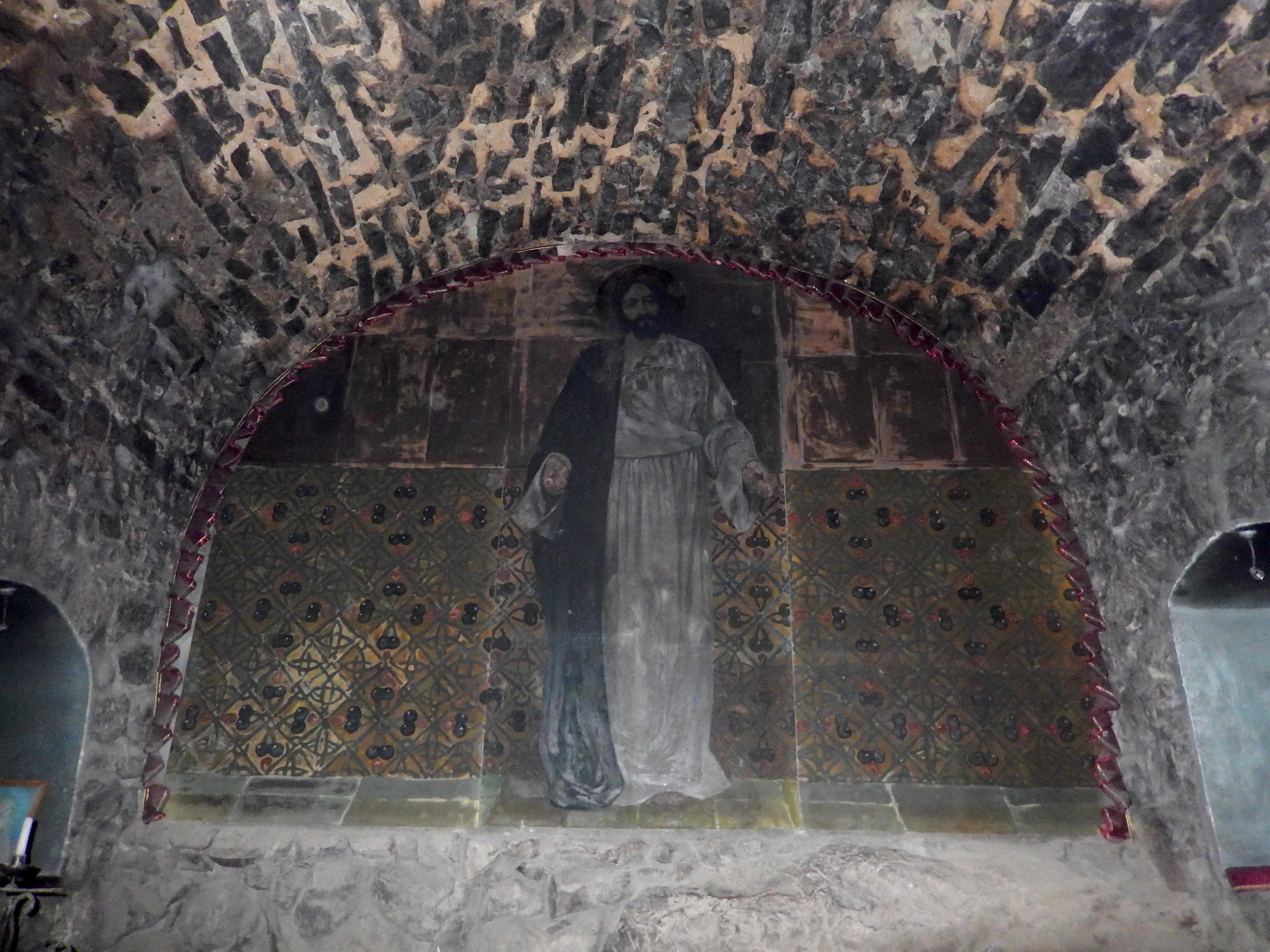
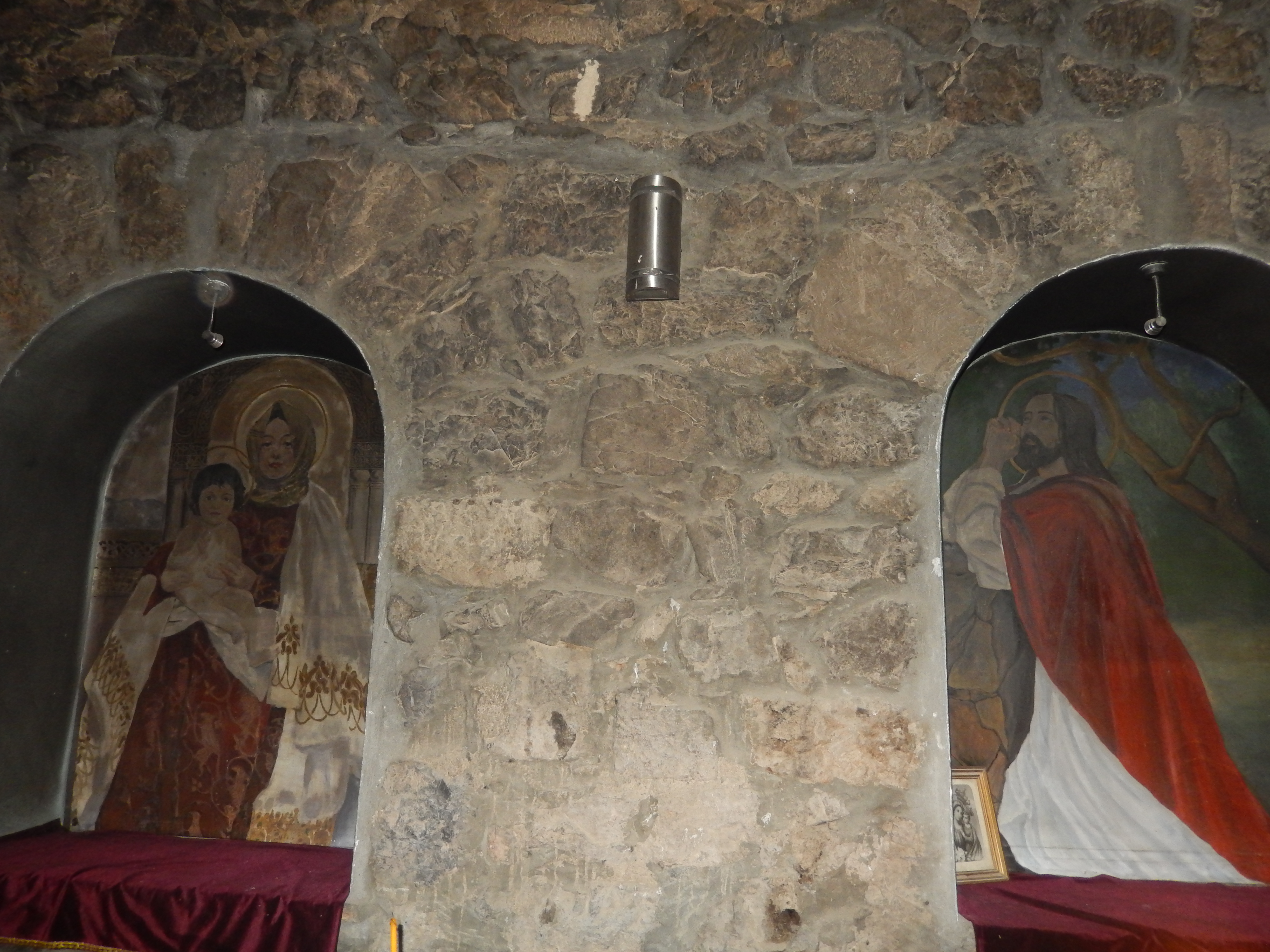
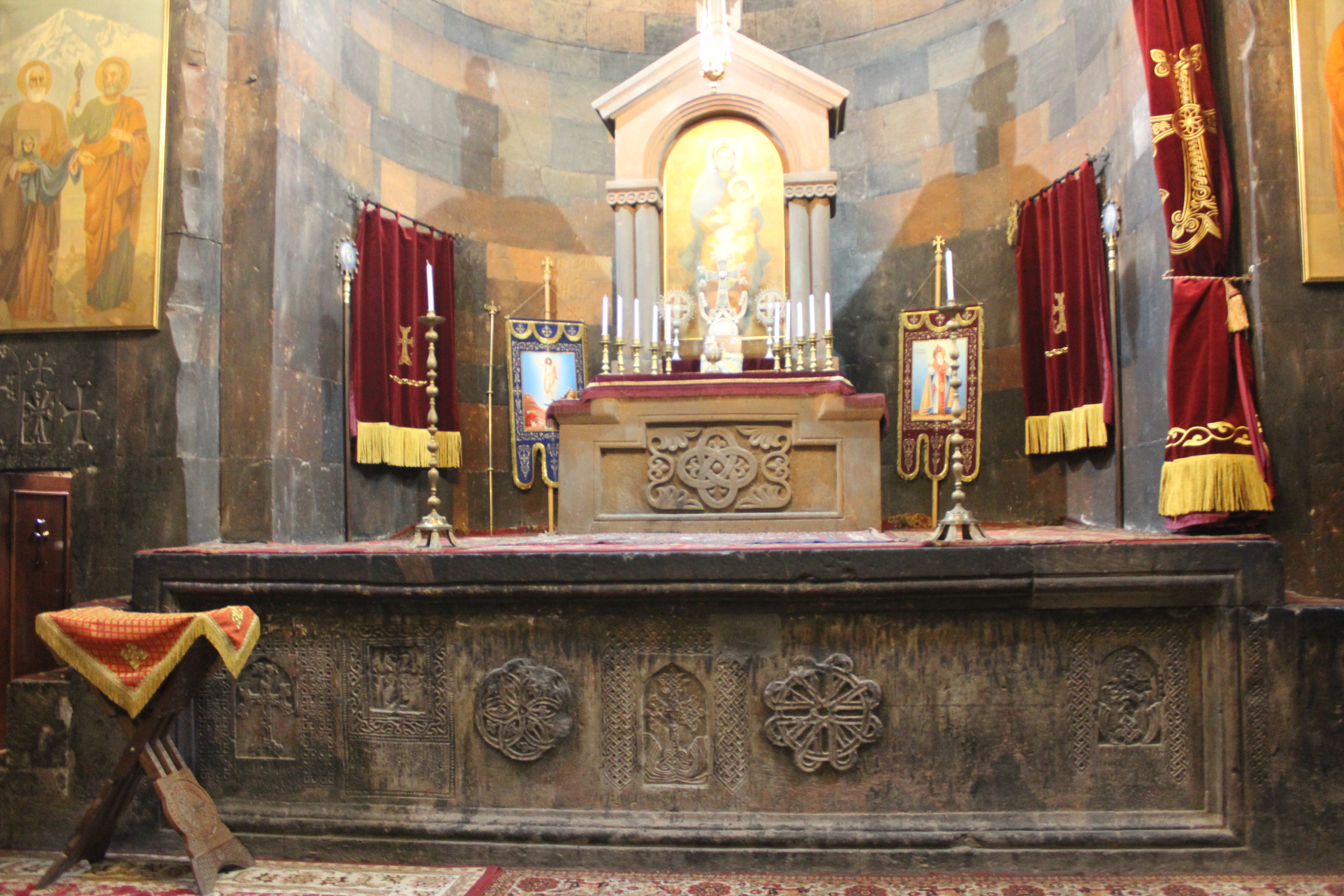
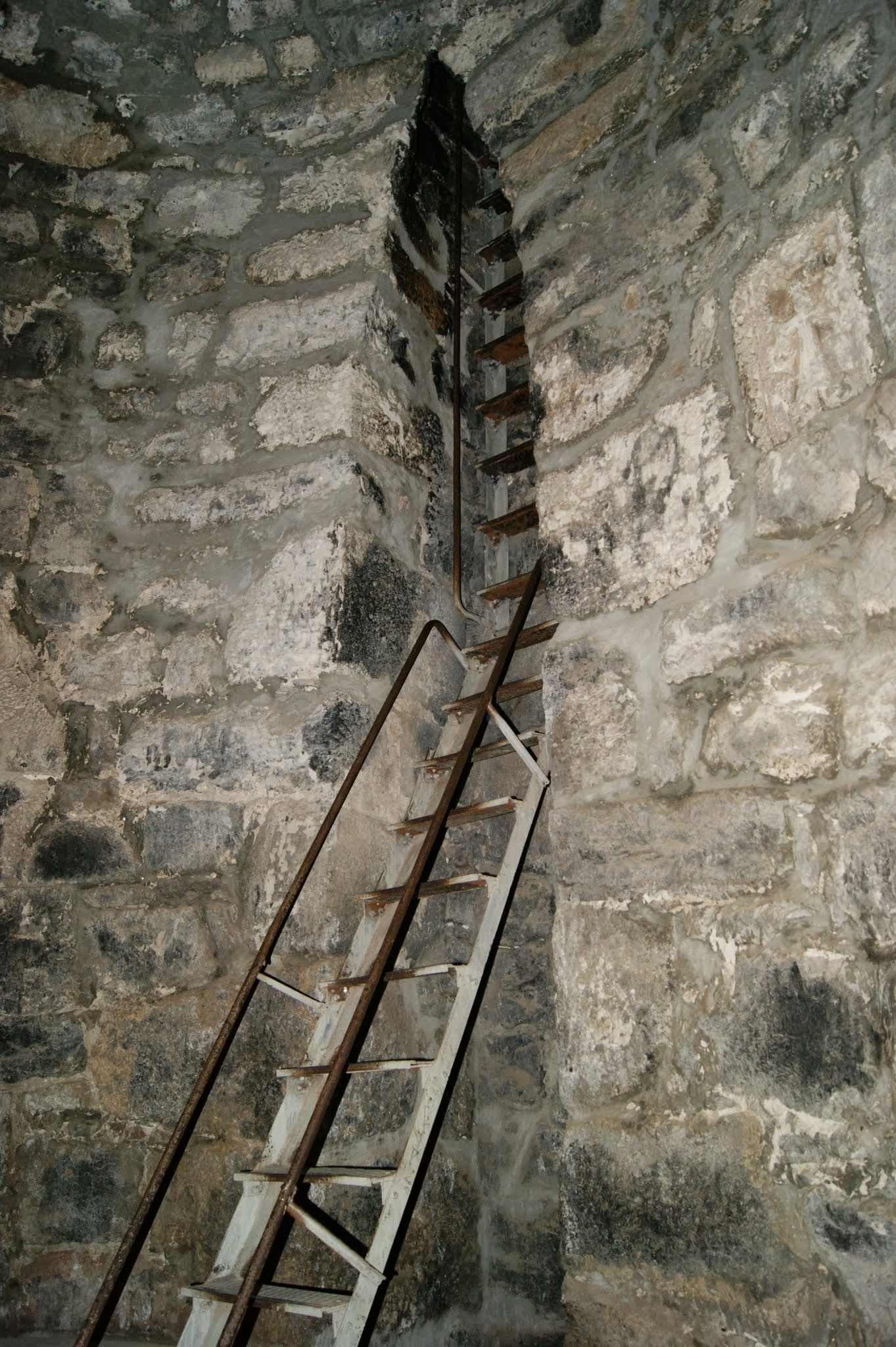
Вход в темницу монастыря
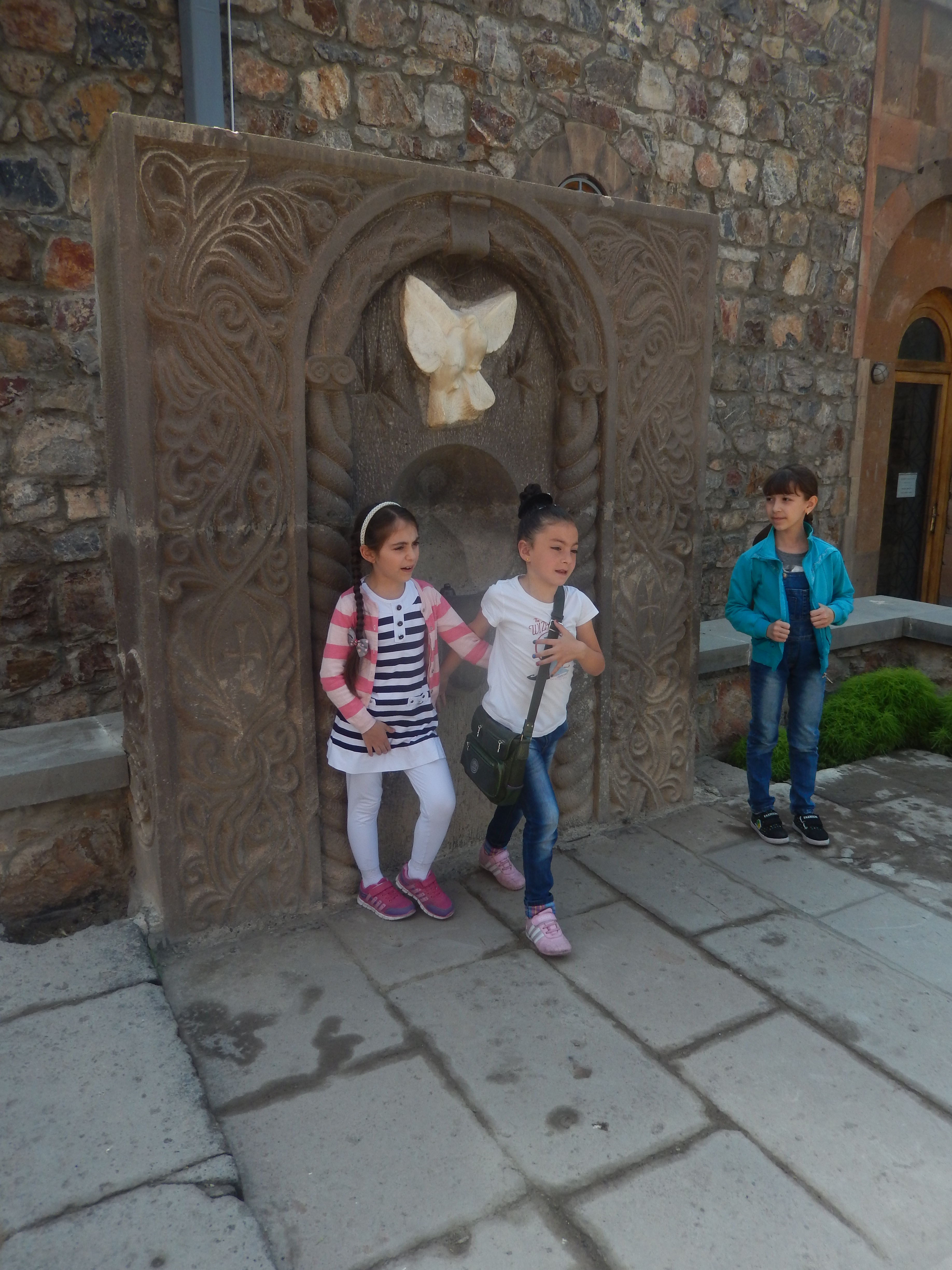
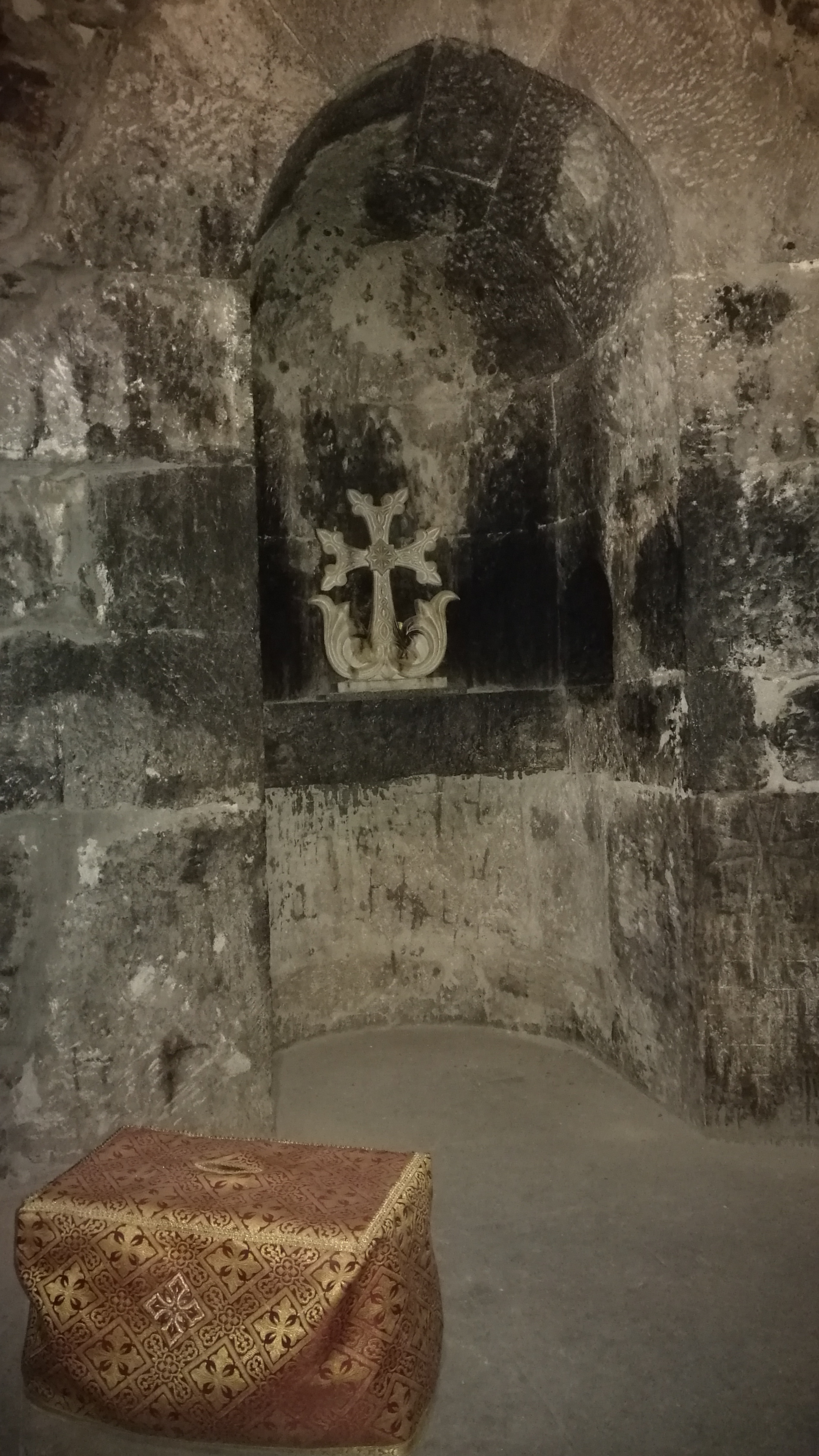